# Mongchontoseong (métro de Séoul)
Mongchontoseong (en coréen : 강동구청역) est une station de la ligne 8 du métro de Séoul. Elle est située 44 Bangi 2-dong, dans l'arrondissement de Songpa-gu à Séoul en Corée du Sud.

## Situation sur le réseau

Plan du réseau (2023)

## Services aux voyageurs

### Desserte

Installations
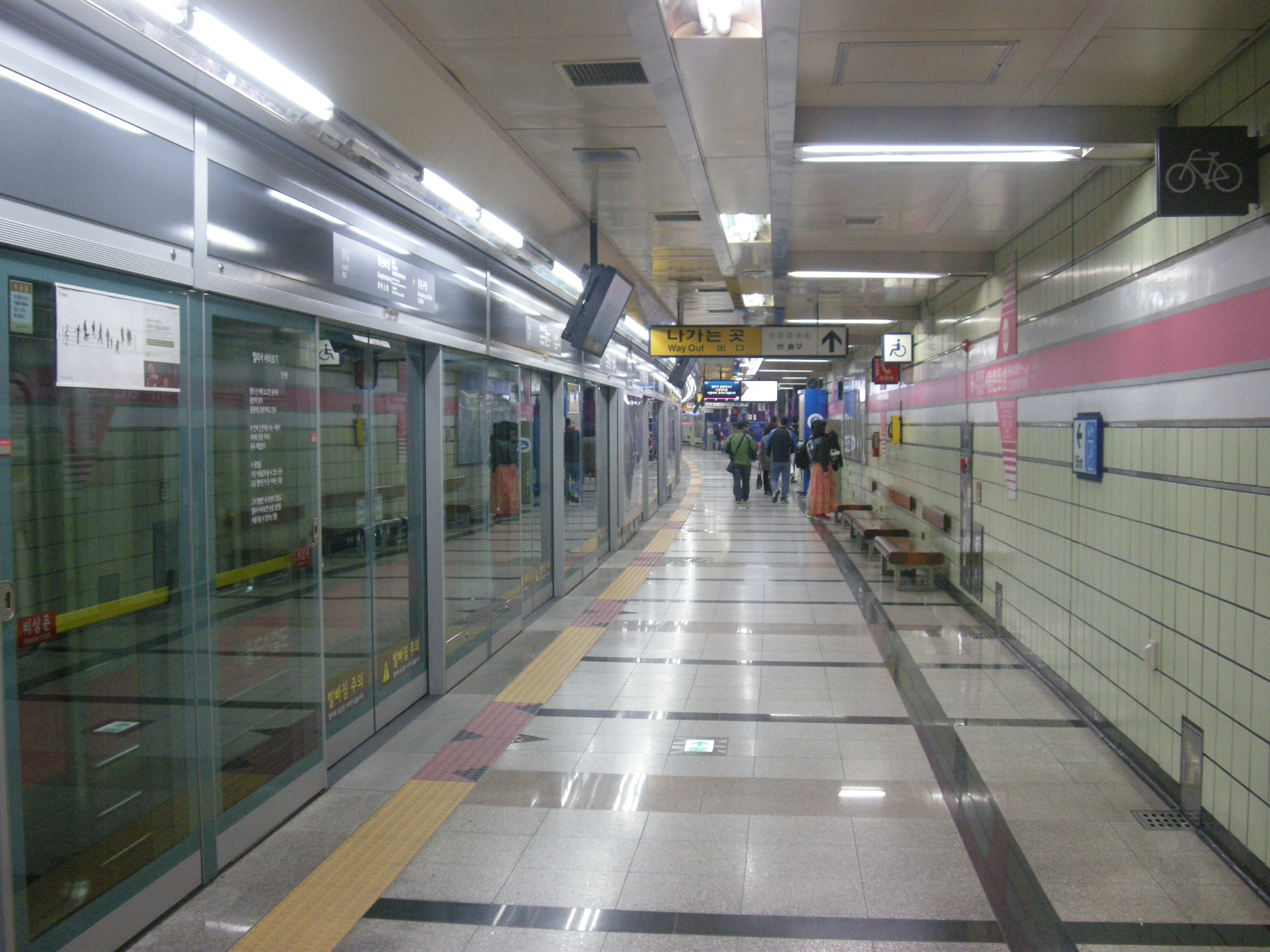
En 2013.
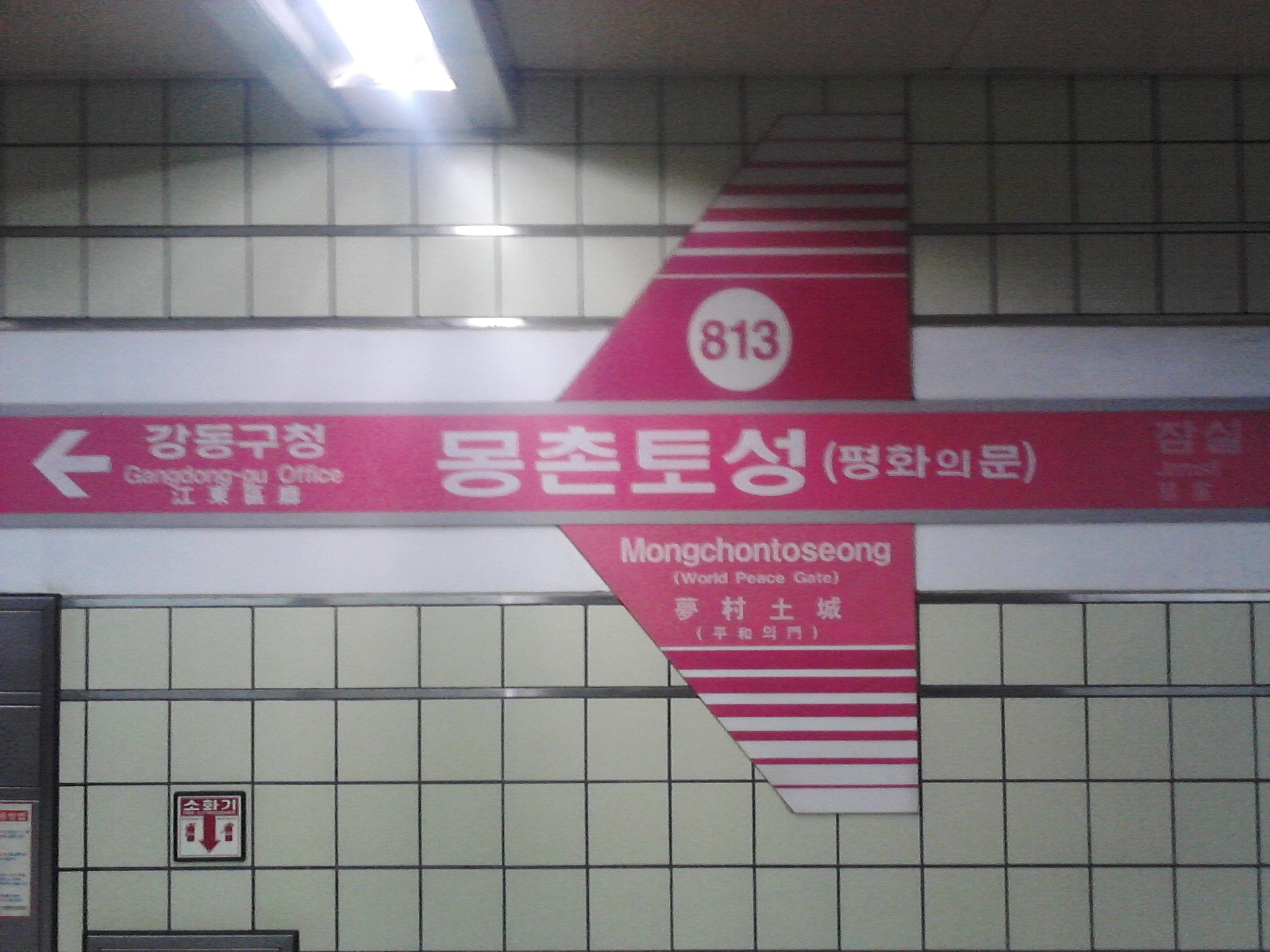
En 2010.
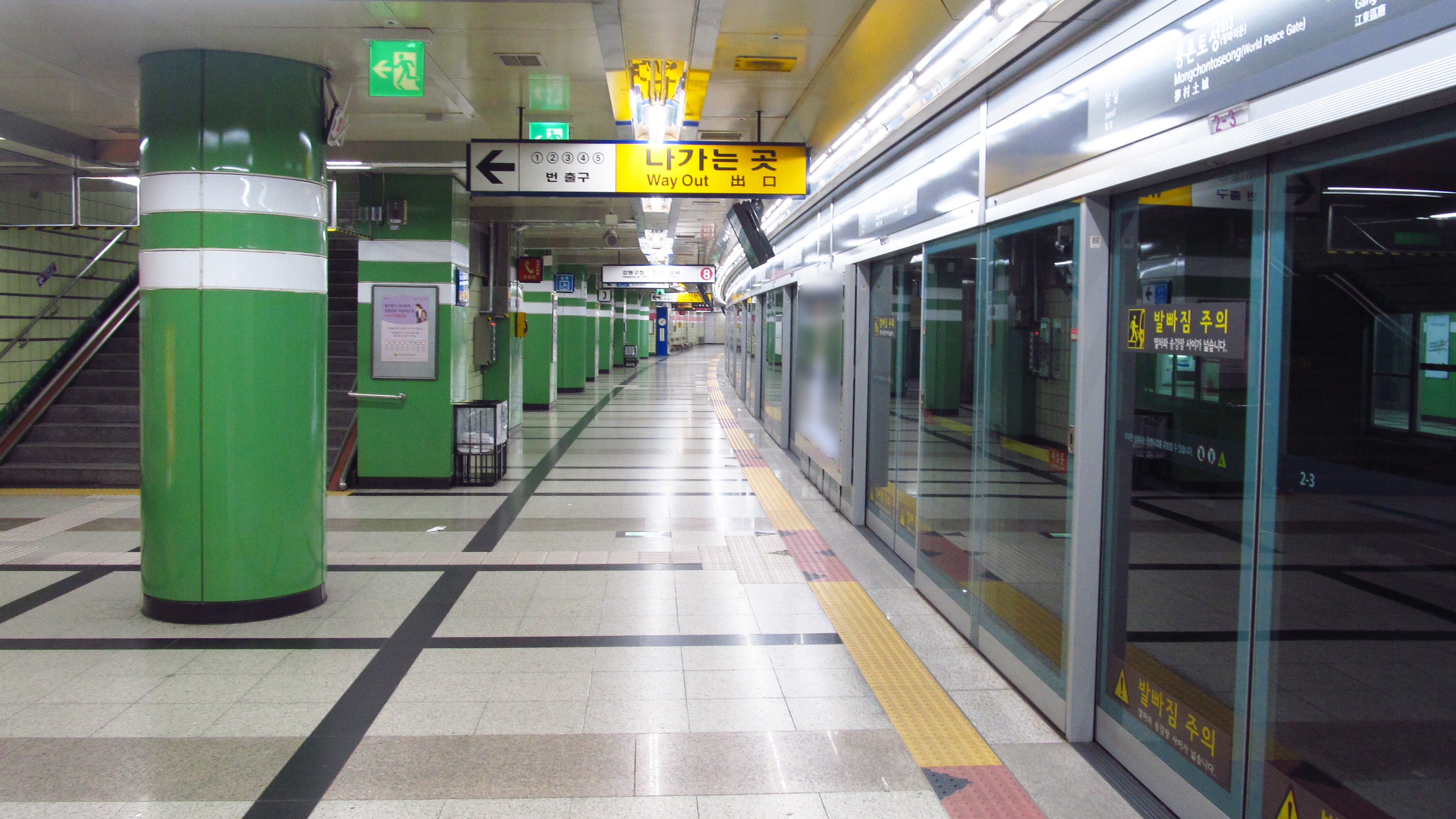
En 2018.